# جنوب ويمبيلدون (محطة مترو أنفاق لندن)
جنوب ويمبيلدون (بالإنجليزية: South Wimbledon)‏ هي إحدى محطات مترو أنفاق لندن. تقع على خط نورذيرن أفتتحت في المنطقة (Zone) رقم 3 و4 أفتتحت في 13 سبتمبر 1926.

## معرض صور

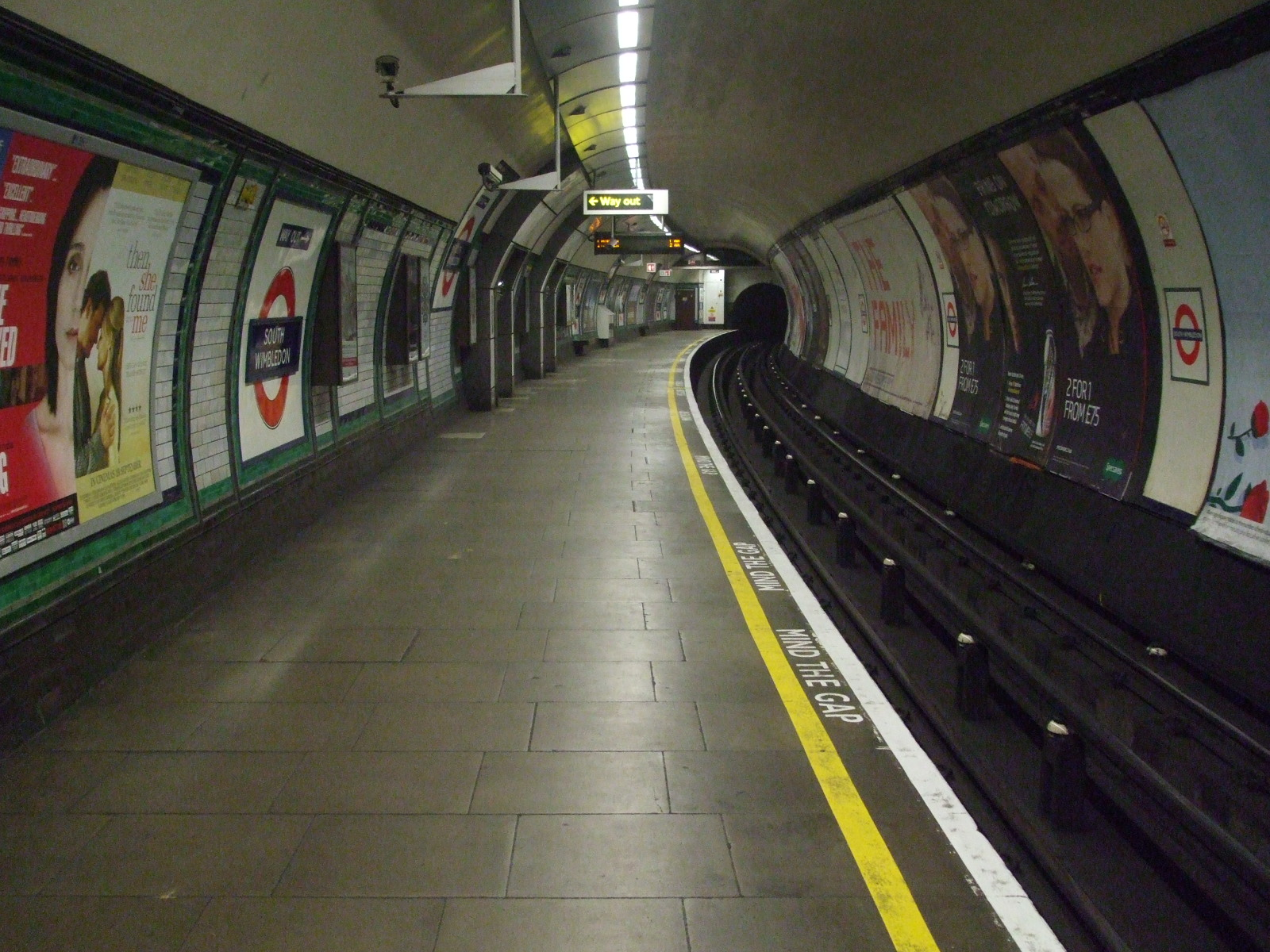
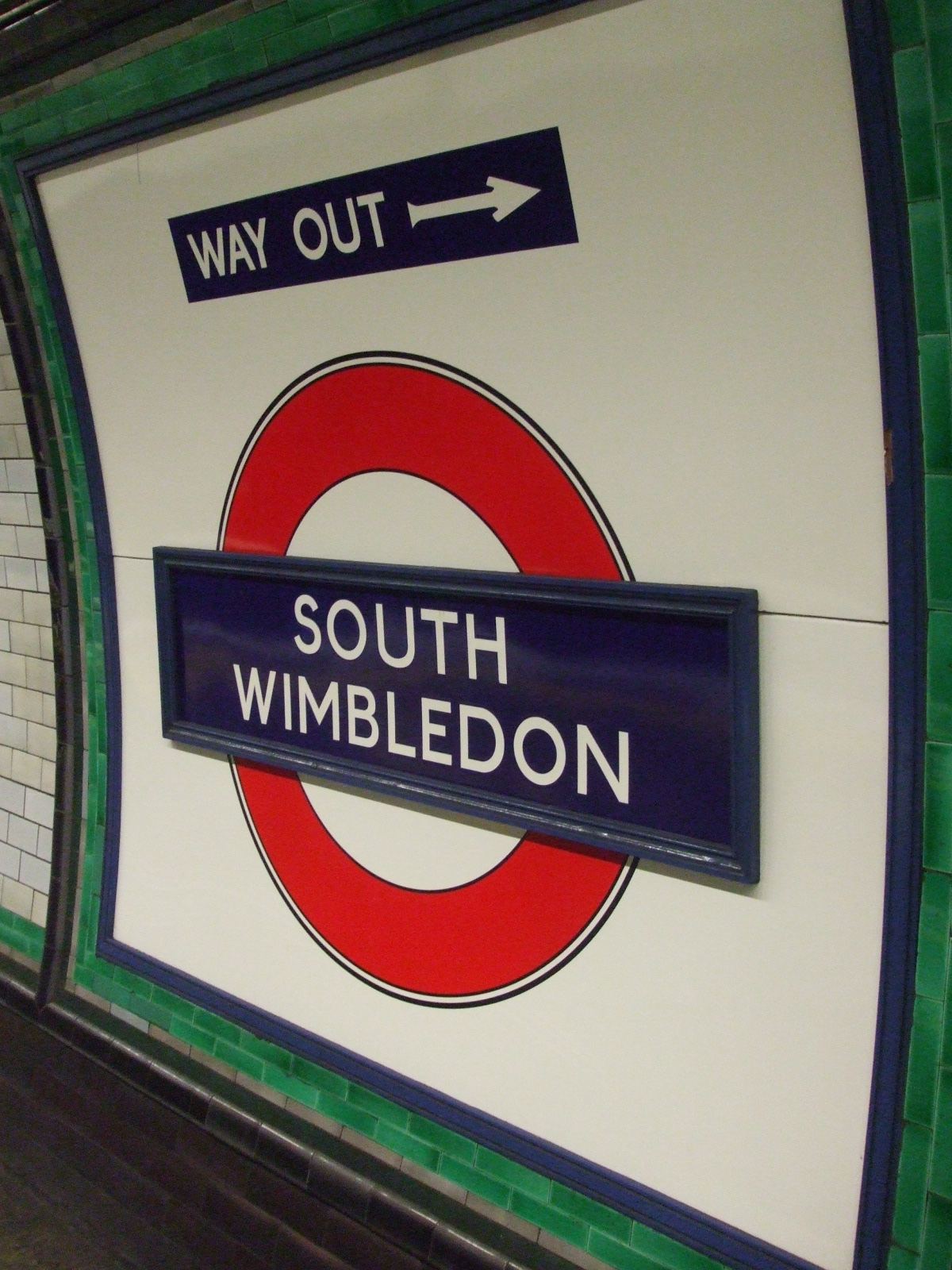
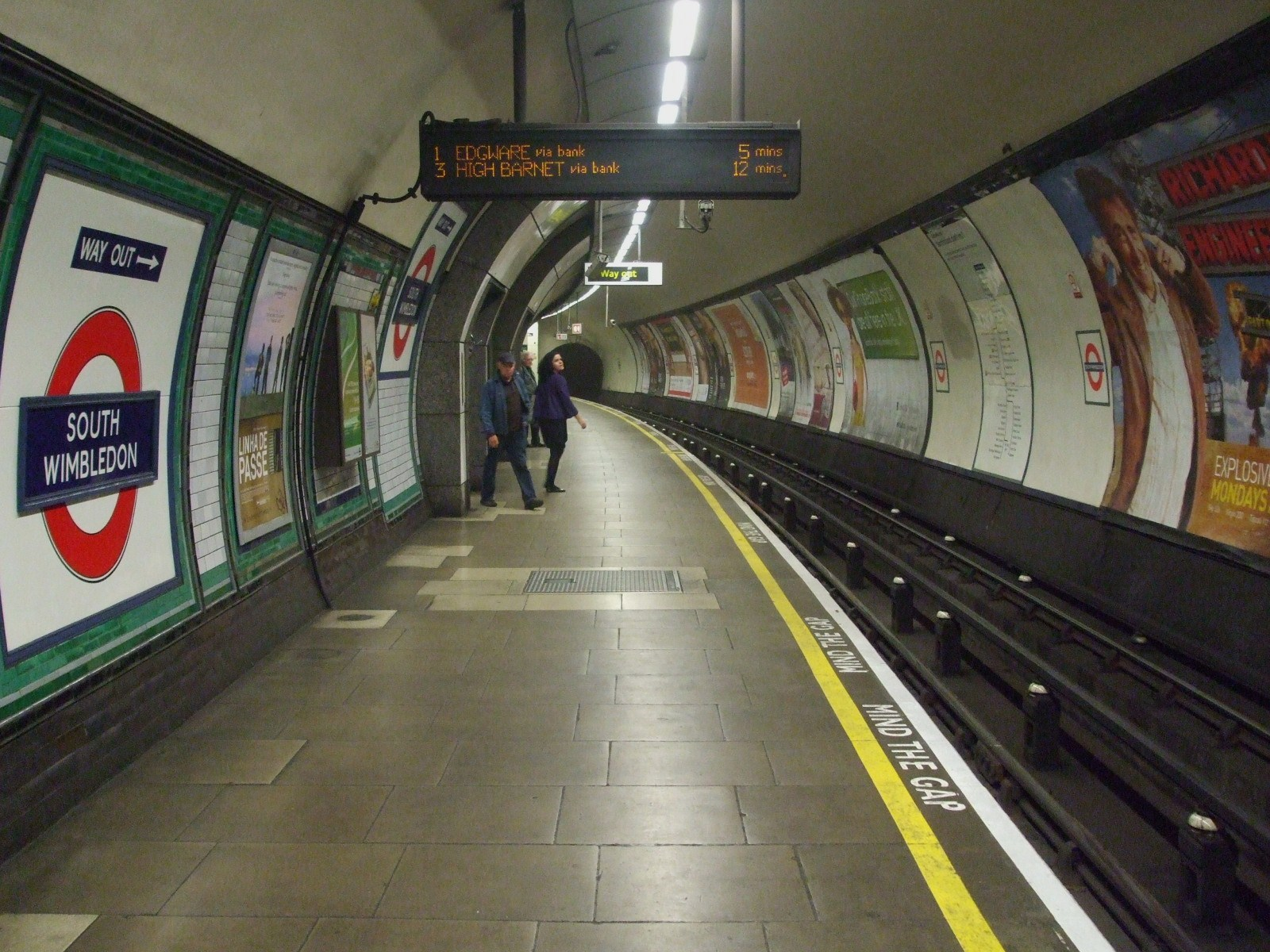
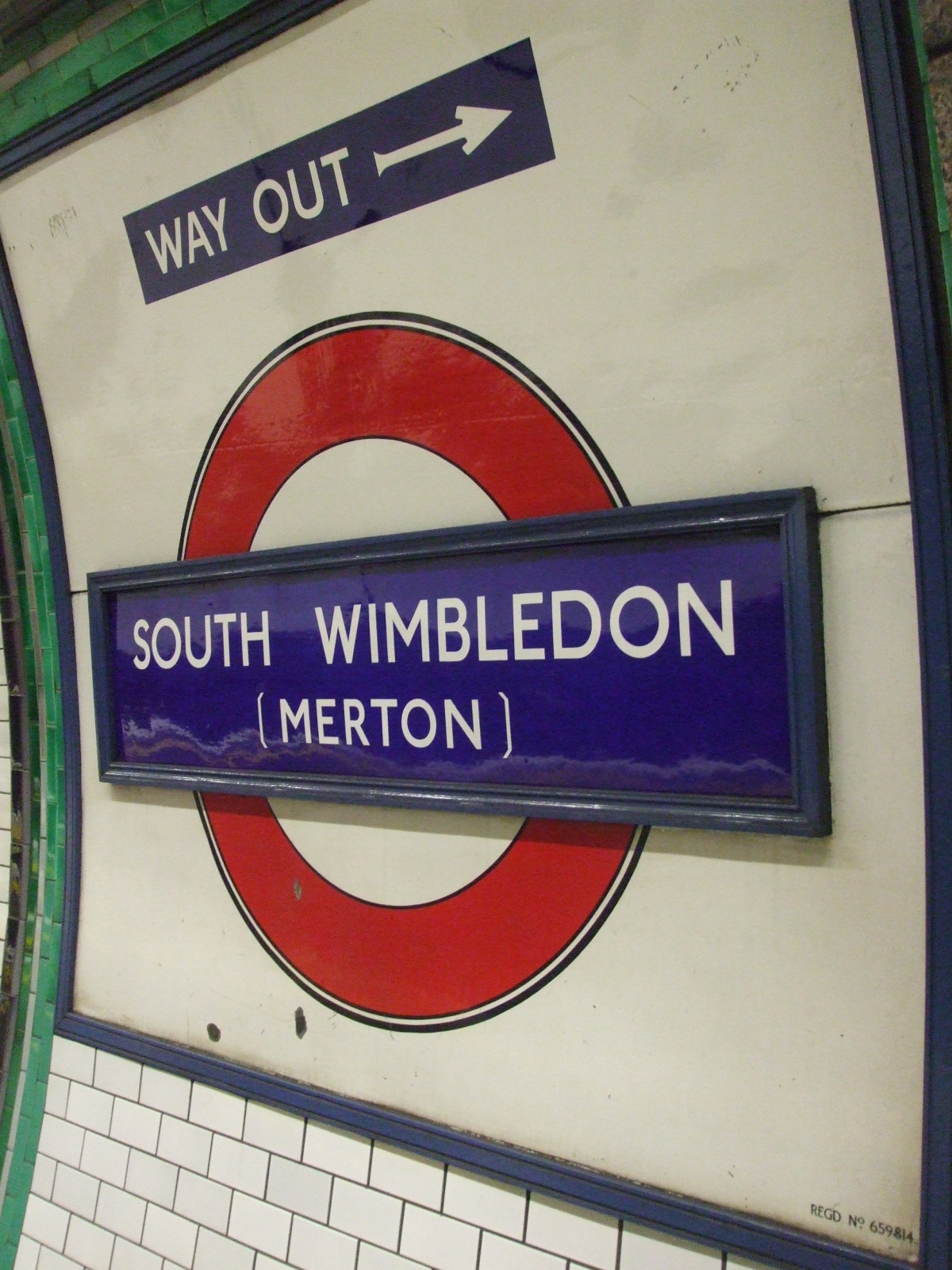